# Chris Hillman
Pour les articles homonymes, voir Hillman (homonymie).
Chris Hillman, né le 4 décembre 1944 à Los Angeles, est un chanteur, guitariste et compositeur américain. Pionnier du bluegrass, du folk rock, il est considéré comme l'un des créateurs du country rock.
Plutôt timide dans sa jeunesse, fidèle dans ses amitiés,, professionnel et efficace, Chris Hillman s'est imposé comme une figure clé de la musique populaire américaine de la deuxième moitié du XXe siècle non seulement par l'étendue de son œuvre en tant qu'auteur-compositeur, mais aussi à cause de l'influence et de la notoriété des groupes auxquels il a contribué.
Il a été membre des groupes The Scottsville Squirrel Barkers, The New Christy Minstrels, The Byrds, Manassas, The Flying Burrito Brothers et The Desert Rose Band.

## Biographie

### Carrière
Il a débuté en jouant de la musique folk et bluegrass avec un groupe « Scottsville Squirrel Barkers » qui fit créé en 1961 et qui comprenait aussi Larry Murray et Bernie Leadon (futur membre fondateur du groupe The Eagles). Le groupe enregistra un album dont la production était assez pauvre, et qui est devenu bien plus facile à écouter depuis qu'il a été remastérisé. Bernie Leadon rejoignit le groupe après l'enregistrement et ne figure donc pas sur cet album.
En 1962, il rejoint « The Golden Gate Boys », un groupe de Bluegrass qui comprenait aussi Don Parmley, Vern Gosdin et Rex Gosdin et qu'ils décidèrent de rebaptiser « The Hillmen » en l'honneur de leur nouveau chanteur et mandoliniste. Ils enregistrèrent plusieurs morceaux entre 1963 et 1964 puis Chris Hillman rejoignit The Byrds, Don Parmley s'engagea avec The Bluegrass Cardinals. Vern et Rex Gosdin formèrent alors un duo, nommé Gosdin Brothers qui assura fréquemment les premières partie de The Byrds et qui s'associa avec Gene Clark pour produire un album titré « Gene Clark With the Gosdin Brothers », en 1966, qui a influencé le développement du country rock.
The Beefeaters étaient alors un trio folk de Los Angeles composé par Roger McGuinn (qui se nommait Jim McGuinn à cette époque), Gene Clark, et David Crosby, qui avait enregistré un seul simple en 1964 qui n'avait pas rencontré le succès qu'ils espéraient. Le batteur Michael Clarke était aussi membre du même groupe mais la production avait préféré le remplacer par le batteur Earl Palmer et adjoindre au groupe le bassiste Ray Pohlman. Face à l'échec de leur formule, The Beefeaters, envisagèrent le recrutement d'un bassiste et Jim Dickson, leur producteur, leur recommanda Chris Hillman bien que celui-ci n'ait jamais joué de la basse et en pensanr que la virtuosité de celui-ci, en tant que musicien de bluegrass, lui permettrait de développer rapidement un style mélodique qui s'adapterait à leur projet. Chris Hillman fut embauché et le groupe décida de se renommer « The Byrds », mais leur maison de disque exigea le remplacement de Chris Hillman et de Michael Clarke par des musiciens de studio pour l'enregistrement de leur premier simple, une reprise de « Mr. Tambourine Man » de Bob Dylan qui devint rapidement l'une des meilleures ventes de l'année.
Chris Hillman participa, en 1967, avec Roger McGuinn et Ed Thigpen, à l'enregistrement de l'album « Happen » de David Hemmings dont la volonté de ce dernier d'imprimer sa marque personnelle fit un demi-échec.
Après avoir quitté les Byrds en 1968, il a formé les Flying Burrito Brothers avec Gram Parsons. Son groupe n’a pas eu le succès espéré, mais il a influencé la scène musicale américaine et a permis l’arrivée de nouveaux talents comme Emmylou Harris et Garth Brooks.
Hillman a ensuite rejoint Stephen Stills au début des années 1970, étant son second dans le groupe Manassas. Ils ont réalisé un disque de qualité en 1972.
De 1973 à 1975, il a fait un nouveau groupe avec Richie Furay et J.D. Souther, appelé « Souther-Hillman-Furay Band ». Le succès n'étant pas au rendez vous avec ce groupe, Hillman a formé alors un trio avec ses anciens collègues des Byrds, Roger McGuinn et Gene Clark.
Au début des années 1980 Hillman a fait un retour aux sources, country et bluegrass, en formant le groupe « The Desert Rose Band » avec le musicien de studio Herb Pedersen. Le groupe a eu plusieurs hits entre 1986 et 1993.
La première rencontre entre Chris Hillman, Herb Pedersen et les frères Larry Rice et Tony Rice eut lieu en 1963 au festival bluegrass de pasadena en Californie. Ils mirent plus de trente ans pour parvenir un projet en commun. Placée sous l'enseigne Rice, Rice, Hillman & Pederson, dont la critique dit qu'elle convenait mieux à un cabinet d'avocats qu'à un orchestre de bluegrass, cette collaboration produisit trois albums pour le label Rounder : « Out of the Woodwork » en 1997, « Rice, Rice, Hillman & Pedersen » en 1999 et « Running Wild » en 2001. Sur scène, le groupe se produisit aussi avec la violoniste Barbara Lamb et le contrebassiste Bill Bryson.
Chris Hillman a coécrit de nombreuses chansons avec Steve Hill.
Hillman continue de composer et d’enregistrer de la musique country et bluegrass avec Herb Petersen et le bassiste Bill Bryson. En 2005 il a réalisé l’album The Other Side.

### Vie familiale et privée
Chris Hillman est l'époux de Connie Pappas Hillman qui a été la manager des tournées américaines d'Elton John,.
Chris Hillman était Chrétien évangélique dans les années 1980. Il s'est depuis converti au christianisme orthodoxe de rite grec et chante régulièrement des cantiques byzantins avec le chœur de l'église dont il est membre.

### Guitare

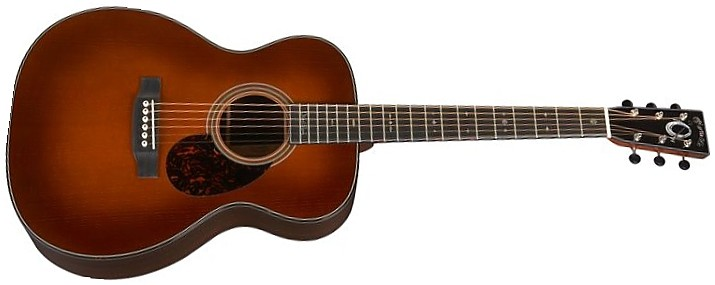

Chris Hillman possède son modèle de guitare acoustique chez Martin

## Discographie
- Avec The Scottsville Squirrel Barkers :
  - Bluegrass Favorites, chez Crown records (1962)
- Avec The Hillmen :
  - The Hillmen, chez Together Records (1969)
- Avec The Byrds : Chris Hillman apparait dans tous les albums des Byrds jusqu'à Sweetheart of the Rodeo en 1968, avec en plus une participation dans Byrds, album de reformation des membres originaux en 1973.
- Avec The Flying Burrito Brothers :
  - Gilded Palace of Sin (1969)   A&M
  - Burrito de Luxe (1970)   A&M
  - The Flying Burrito Brothers (1971)   A&M
  - Last of the Red Hot Burrito (1972)   A&M
  - Close up the Honky Tonk (1974)   A&M
  - Honky Tonk Heaven (1974)   Ariola
  - Bluegrass Special (1974)   Ariola
  - Sleepless Nights (1976)   A&M
  - Farther Along (1988)   A&M
- Dim lights, Thick Smoke, and Loud, Loud Music (1987)   Edsel
  - Out of the Blue (1996)   A&M
- Avec Manassas :
  - Manassas (1972)   Atlantic
  - Down the Road (1973)   Atlantic
- Avec The Souther Hillman Furay Band
  - The Souther Hillman Furay Band (1974)   Asylum
  - Trouble in the Paradise (1975)   Asylum
- Avec Mc Guinn, Clark & Hillman
  - Mc Guinn, Clark & Hillman (1979)   Capitol
  - City (1980)   Capitol
  - Return Flight I (1992)   Edsel
  - Return Flight II (1993)   Edsel
  - Three Byrds Land in London (1997)   Edsel
- Avec Mc Guinn & Hillman
  - Mc Guinn & Hillman (1981)   Capitol
- Avec The Desert Rose Band :
  - The Desert Rose Band (1987)   Curb/MCA
  - Running (1988)   Curb/MCA
  - Page of Life (1990)   Curb/MCA
  - A Dozen Roses (1991)   Curb/MCA
  - True Love (1991)   Curb/MCA
  - Traditionnal (1992)   Curb/MCA
  - Life Goes On (1993)   Curb/MCA
- Avec Chris Hillman & Herb Pedersen :
  - Bakersfield Bound (1996)   Sugar Hill
  - Way Out West (2003)   Back Porch Records
- Avec Chris Hillman, Herb Pedersen, Larry & Tony Rice :
  - Out of the Woodwork (1997)   Rounder Records
  - Rice, Rice, Hillman & Pedersen (1997)   Rounder Records
  - Running Wild (2001)   Rounder Records
- Et les albums solo de Chris Hillman :
  - Slipin'Away (1976)   Asylum
  - Clear sailin'  (1977)   Asylum
  - Morning Sky (1982)   Sugar Hill
  - Desert Rose (1984)   Sugar Hill
  - Like a Hurricane (1998)   Sugar Hill
  - The other Side (2005)  Sovereign Records
  - Bidin my Time (2017) Rounder Records

## Prix et distinctions

### Rock and Roll Hall of Fame
En 1991, Chris Hillman a été inscrit au Rock and Roll Hall of Fame, dans la catégorie « interprètes » pour sa contribution au groupe The Byrds.

### Grammy Awards
Chris Hillman a figuré parmi les finalistes des Grammy Awards dans les occasions suivantes :
- En 1965, avec le groupe The Byrds, dans la catégorie « Meilleur nouvel artiste ».
- En 1987, avec le groupe The Desert Rose Band, dans la catégorie « Meilleure interprétation country pour un duo ou un groupe vocal » pour l'album « The Desert Rose Band ».
- En 1989, avec Roger McGuinn, dans la catégorie « Meilleure collaboration voczale de musique country », pour le single « You Ain't Goin' Nowhere ».
- En 1989, avec le groupe The Desert Rose Band, dans la catégorie « Meilleure interprétation country pour un duo ou un groupe vocal » pour le single « She Don't Love Nobody ».

### Divers
En octobre 2008, les sœurs franciscaines de la charité chrétienne (en) de Manitowoc, ont choisi la chanson « Drifting », écrite par Chris Hillman et Steve Hill, pour représenter l'esprit de François d'Assise.